# Суперкубок Мальдівів з футболу
Суперкубок Мальдівів з футболу — одноматчевий турнір, у якому грають володар кубка і чемпіон попереднього сезону. У випадку, якщо кубок і чемпіонат виграла одна команда, то в суперкубку грають перша і друга команди чемпіонату.

## Розіграші
| Рік  | Переможець     | Рахунок        | Фіналіст       |
| ---- | -------------- | -------------- | -------------- |
| 2009 | Клуб Валенсія  | 2:1            | ВС Спортс      |
| 2010 | ВС Спортс      | 3:2            | Вікторі        |
| 2011 | ВС Спортс      | 4:1 дч         | Вікторі        |
| 2012 | ВС Спортс      | 1:0 дч         | Вікторі        |
| 2013 | Нью Радіант    | 3:1            | Мазія          |
| 2014 | Нью Радіант    | 3:1            | Мазія          |
| 2015 | Мазія          | 2:0            | Нью Радіант    |
| 2016 | Мазія          | 1:0 дч         | Нью Радіант    |
| 2017 | Мазія          | 1:0            | Клуб Валенсія  |
| 2018 | був відмінений | був відмінений | був відмінений |
| 2019 | ТК Спортс      | 1:1; 3:1       | Фоакайдху      |
| 2020 | Клуб Іглс      | 3:2            | Мазія          |
| 2021 | Мазія          | 5:0            | Клуб Валенсія  |

## Титули за клубами
| Команда       | Перемоги | Фінали | Роки перемог           |
| ------------- | -------- | ------ | ---------------------- |
| Мазія         | 4        | 3      | 2015, 2016, 2017, 2021 |
| ВБ Адду       | 3        | 1      | 2010, 2011, 2012       |
| Нью Радіант   | 2        | 2      | 2013, 2014             |
| Клуб Валенсія | 1        | 2      | 2009                   |
| ТК Спортс     | 1        | -      | 2019                   |
| Клуб Іглс     | 1        | -      | 2020                   |
| Вікторі       | -        | 3      | -                      |
| Фоакайдху     | -        | 1      | -                      |